# إيرين كروجمان رودنيك
إيرين كروغمان رودنيك (27 ديسمبر 1929-2 فبراير 2019) كانت سياسية أمريكية في ولاية ساوث كارولينا . 
خدمت رودنيك في مجلس النواب بولاية ساوث كارولينا في الفترات من 1972 إلى 1976، ومن 1981 إلى 1984، ومن 1987 إلى 1994 ممثلاً لمقاطعة أيكن بولاية ساوث كارولينا .
تعد رودنيك أول امرأة يهودية يتم انتخابها لعضوية الهيئة التشريعية لولاية ساوث كارولينا. 

## خلفية
ولدت رودنيك في كولومبيا بولاية ساوث كارولينا وتخرجت من مدرسة كولومبيا الثانوية. حصلت على شهادتي البكالوريوس والقانون من جامعة ساوث كارولينا . أثناء وجودها في كلية الحقوق ، كانت واحدة من أول عضوات في South Carolina Law Review . مارست رودنيك القانون في أيكن ، ساوث كارولينا ، ودرّست أيضًا في USC Aiken . كما قامت بالتدريس في مدرسة ابتدائية. 